# Kawaguchi

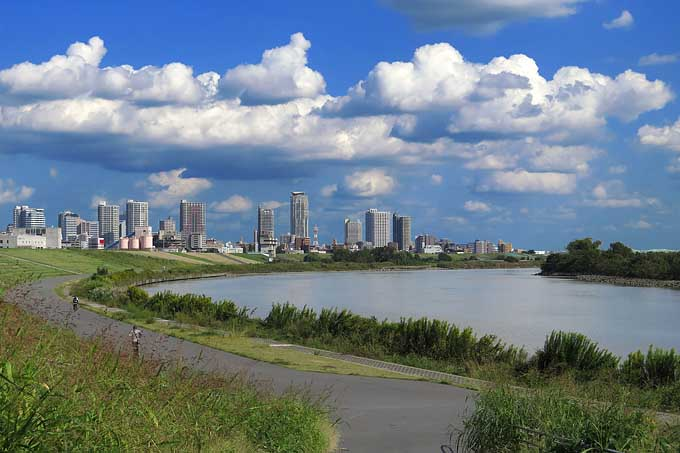
LArakawa al seu pas per Kawaguchi

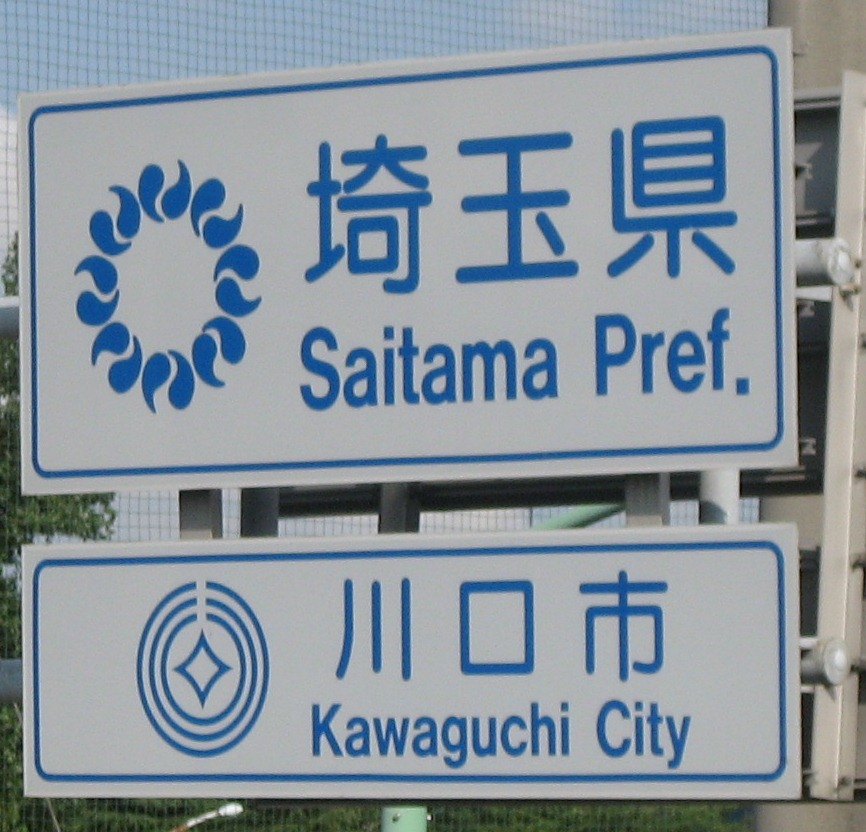
Signe fronterer

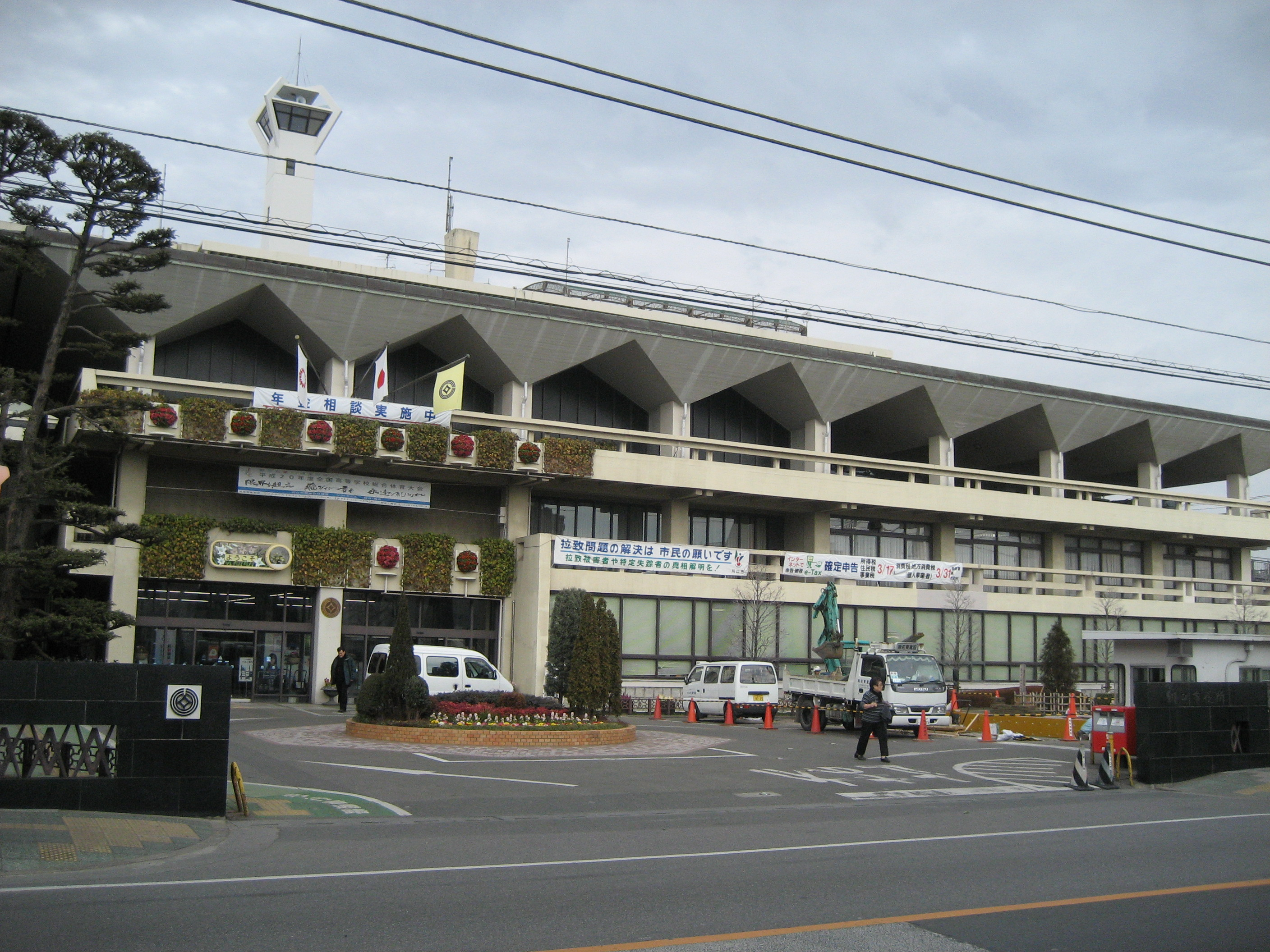
Ajuntament de Kawaguchi

Kawaguchi (川口市, Kawaguchi-shi) és una ciutat i municipi de la prefectura de Saitama, a la regió de Kantō, Japó. Kawaguchi és el segon municipi més populós de la prefectura de Saitama, només per darrere de la capital i és una ciutat dormitori per als treballadors de Saitama i Tòquio.

## Geografia
La ciutat de Kawaguchi es troba localitzada a la part central de la plana de Kantō, a la regió meridional de la prefectura de Saitama, limitant amb els districtes toquiòtes d'Adachi i Kita al sud. El municipi té un relleu principalment pla i el terra està molt dedicat als apartaments i barris residencials excepte per l'alt d'Omiya, el qual ocupa la part nord i est del terme municipal. El riu Ara (Arakawa) flueix i fa de frontera natural entre el municipi i Kita, a Tòquio. El terme municipal de Kawaguchi limita amb els de Saitama al nord, amb Koshigaya i Sōka a l'est, amb Adachi i Kita pertanyents a Tòquio al sud i amb Warabi i Toda a l'oest.

## Història
Després de l'última era glacial, durant el període inicial i mitjà Jōmon, la major part de l'àrea que ara és Kawaguchi es trobava sota el nivell del mar, excepte la zona que ara és l'alt d'Omiya. Els pobles antics que vivien en aquesta zona van deixar diverses petxines, on els arqueòlegs han descobert petxines, ceràmica Jōmon i cases de fosses. També es van trobar molts túmuls del període Kofun a Kawaguchi, però molts també han estat destruïdes pel desenvolupament urbà. A partir del període Heian, Kawaguchi va formar part de la província de Musashi. El nom "Kawaguchi" apareix a la crònica del període Kamakura Gikeiki, però no està demostrat que aquest nom designés l'àrea actual de Kawaguchi.
Durant el període Edo, Kawaguchi-juku es va desenvolupar com a posta al Nikkō Onari Kaidō, una camí utilitzat pel shōgun Tokugawa i els daimyō per visitar Nikkō Tōshō-gū. Des del període Bakumatsu i fins al període Meiji, la demanda de productes metàl·lics va augmentar. A causa de la proximitat a Tòquio i el còmode transport per aigua que utilitzava el riu Arakawa, Kawaguchi es va convertir en el centre de la indústria de la fosa de metalls, per la qual ha estat famosa fins als temps moderns.
La ciutat moderna de Kawaguchi es va establir al districte de Kita-Adachi, l'1 d'abril de 1889 amb l'establiment del sistema de municipis. Kawaguchi va ser elevada a la categoria de ciutat l'1 d'abril de 1933 per la fusió de Kawaguchi amb els pobles veïns d'Aoki, Minami-Hirayanagi i Yokozone. La ciutat es va expandir annexionant la ciutat d'Hatogaya i els pobles de Shiba, Kamine i Shingō el 1940. Tot i això, Hatogaya es va separar de Kawaguchi el 1948 d'acord amb els resultats d'un referèndum.
Kawaguchi ha viscut molts desastres, incloent inundacions, terratrèmols i guerres. El riu Arakawa ha inundat Kawaguchi innombrables vegades i ha arruïnat l'agricultura, cosa que va provocar fams. A més, el gran terratrèmol de Kantō de 1923 va danyar els edificis de Kawaguchi i va matar 99 persones.
Actualment, la població de Kawaguchi continua augmentant i s'estan construint molts edificis d’apartaments alts al voltant de les estacions de tren. Això es deu al fet que moltes foneries de fosa es van traslladar a parcs industrials suburbans i els llocs anteriors es van convertir en zones residencials. L'1 d'abril de 2001, Kawaguchi va ser designada ciutat especial, amb una autonomia local augmentada i l'11 d'octubre de 2011, Kawaguchi va tornar a absorbir la ciutat de Hatogaya.

## Demografia
| 1920    | 1930    | 1940    | 1950    | 1960    | 1970    | 1980    |
| ------- | ------- | ------- | ------- | ------- | ------- | ------- |
| ND      | ND      | ND      | ND      | 194.403 | 357.263 | 435.310 |
| 1990    | 2000    | 2010    | 2020    | 2030    | 2040    | 2050    |
| 495.120 | 514.545 | 561.211 | 593.385 | -       | -       | -       |

## Transport

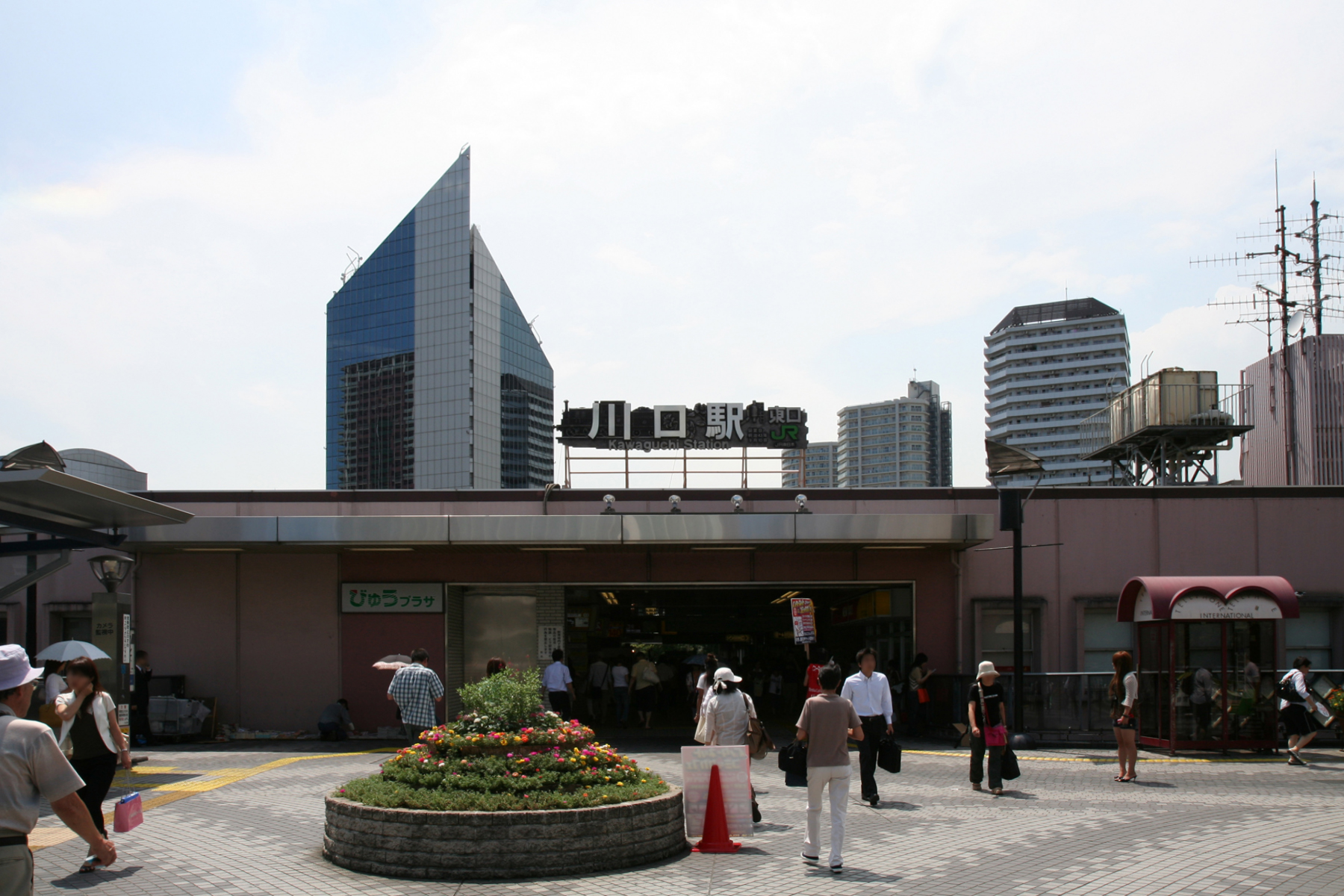
Eixida est de l'estació de Kawaguchi

### Ferrocarril
- Companyia de Ferrocarrils del Japó Oriental (JR East)
  - Kawaguchi - Nishi-Kawaguchi - Higashi-Kawaguchi
- Ferrocarril Ràpid de Saitama
  - Kawaguchi-Motogō - Minami-Hatogaya - Hatogaya - Araijuku - Tozuka-Angyō - Higashi-Kawaguchi

### Carretera
- Autopista de Tōhoku - Cinturó exterior de Tòquio - Autopista Metropolitana
- Nacional 122 - Nacional 298

## Agermanaments
- Findlay, Ohio, EUA. (2018)